# デイヴィッド・アカム
デイヴィッド・アカム（David Accam、1990年9月28日 - ）は、ガーナ出身の元同国代表プロサッカー選手。ポジションはFW。

## クラブ経歴
レッドベリー・タウンFCと契約を締結し、2009年12月にデビュー。
2010–11シーズンはエヴシャム・ユナイテッドFCでプレーする一方、フォレストグリーン・ローヴァーズFCにも籍を置いていた。
2012年3月、スウェーデンのエステルスンドFKに加入。
2012年8月、ヘルシンボリIFに移籍。当初はシーズン終了までエステルスンドFKにレンタルの形で残留する予定だったが、8月中にヘルシンボリに呼び戻された。
2014年12月19日、メジャーリーグサッカーのシカゴ・ファイアーFCに特別指定選手として加入。
2018年1月19日、総額120万ドルの金銭トレードでフィラデルフィア・ユニオンに移籍。
2019年5月8日、コロンバス・クルーに移籍。
2019年5月16日、2020年シーズンよりナッシュビルSCに加入することが発表された。
2021年1月28日、ハンマルビーIFにレンタル移籍。
2022年8月、FCインテル・トゥルクに加入した。

## 代表歴
2013年3月の2014 FIFAワールドカップ・アフリカ予選でガーナ代表初召集。
2014年5月12日、0キャップながら2014 FIFAワールドカップ暫定登録メンバー26人の一人に選ばれた。しかし、6月2日に発表された最終登録メンバーには残れなかった。
2014年11月15日、アフリカネイションズカップ予選のウガンダ代表戦でガーナ代表デビューを果たした。

## 人物
2015年10月にアメリカのグリーンカードを取得したため、MLSでは国内選手扱いとなっている。